# Legal Resources Centre
Das Legal Resources Centre (LRC), deutsch etwa „Rechtliches Ressourcenzentrum“, ist eine Non-Profit-Bürgerrechtsorganisation in Johannesburg. Sie wurde 1979 gegründet, um Benachteiligte in Rechtsfragen zu unterstützen. Sie wird in Südafrika auch als law clinic (etwa „Rechtshilfestelle“) bezeichnet und ist die größte ihrer Art im Land. Die Gründung der Organisation initiierten zwei gegen das damalige Apartheidsystem eingestellte Rechtsanwälte, Arthur Chaskalson und Felicia Kentridge.

## Vorgeschichte
Vor 1961 gab es in Südafrika ehrenamtliche Rechtsberatungsstellen. Nachdem die staatlichen Zuwendungen für diese Einrichtungen 1961 gestrichen wurden, schlossen die meisten dieser Büros. Als einzige große Einrichtung dieser Art blieb das Voluntary Legal Aid Bureau in Johannesburg bestehen, das für alle Bevölkerungsgruppen arbeitete. Es finanzierte sich mit kommunalen Geldern und Spenden aus der Öffentlichkeit und war als Wohlfahrtseinrichtung registriert. Die dort wirkenden Juristen erhielten für ihre Beratungsleistungen kein Entgelt. Im Jahr 1968 leistete das Johannesburg Legal Aid Bureau (Arop House) 11.202 Einzelberatungen, aus denen 500 Fälle gerichtlich verhandelt wurden. Es wurde von der Juristin Pauline Lipson (seit 1930) mit Unterstützung durch die Sozialarbeiterin Lily Goldblatt geleitet. Diese Einrichtung erhielt auch finanzielle Unterstützung aus dem westlichen Ausland, darunter von den US-amerikanischen Stiftungen Carnegie Endowment for International Peace, Ford Foundation und Rockefeller Foundation.
Mit dem Inkrafttreten des Legal Aid Act (Act No. 22 / 1969) und des Legal Aid Amendment Act (Act No. 56 / 1971) baute die südafrikanische Regierung ein landesweites staatliches System aus Rechtsberatungsstellen auf, das die Bezeichnung Legal Aid Board trug und mit Juristen aus staatlichen Einrichtungen besetzt war. Darunter befanden sich Mitarbeiter der Justizbehörden und der Bantu Administration.
Zur Gründung des LRC kam es in einem gesellschaftlichen Umfeld, in dem Teile der rechtswissenschaftlichen Fachwelt in Südafrika auf die zunehmenden Menschenrechtsverletzungen in ihrem Land reagierten und dafür internationale Unterstützung erhielten. John Dugard, Dekan der rechtswissenschaftlichen Fakultät an der Witwatersrand-Universität bis 1977, errichtete im Juli 1978 zusammen mit anderen Juristen an seiner Universität das Centre for Applied Legal Studies (deutsch etwa: „Zentrum für Studien des Angewandten Rechts“). Externe Unterstützung fand er bei amerikanischen Institutionen, der Carnegie Corporation, Ford Foundation und dem Rockefeller Brothers’ Fund.

## Gründungsphase
Nach einer internationalen Konferenz zu Fragen der Menschenrechte im Januar 1979 in Kapstadt entstand im Juni im Verlauf eines Treffens von 200 Juristen an der Witwatersrand-Universität die Association for the Protection of Human Rights (deutsch etwa: „Vereinigung zum Schutze von Menschenrechten“). An der Spitze ihres Vorstandes stand Johan L. van der Vyver. Dem Gremium gehörten an: S. Bhengu, Arthur Chaskalson, George Bizos, John Dugard, Sydney Kentridge, Johan C. Kriegler, K. Lister, A. Mathews, S. A. Strauss, R. Trucker, Sithole und M. Wiechers.
Zentrales Anliegen der Gründung des LRC war dessen rechtlich orientierte, beratende Unterstützung Hilfesuchender aus der nichteuropäischen Bevölkerungsgruppe in deren Eigenschaft als Konsument oder Arbeitnehmer, besonders auf den Gebieten Wohnraumsuche und influx control-Regelungen (Zugangskontrolle in regionalen Arbeitsmärkten Südafrikas zur Zeit der Apartheid). Ferner gehörten zu den Zielen der Organisation die Fortbildung der betroffenen Bevölkerungsgruppen über Widerspruchsmöglichkeiten gegen staatliche Benachteiligungmaßnahmen und die effektivere Ausübung ihrer diesbezüglichen Rechte.
Einer Studie des National Institute for Crime Prevention and Rehabilitation of Offenders (NICRO) stellten sich die influx control-Maßnahmen (nach dem Blacks (Urban Areas) Consolidation Act, Act No. 25 / 1945) als eine der wichtigsten Ursachen für die Kriminalitätsraten am Beispielsfall des Township Mamelodi heraus. Die in Folge dieser gesetzlichen Restriktionen stark eingeschränkte Bewegungsfreiheit nichteuropäischer, demzufolge benachteiligter Personen auf dem Arbeitsmarkt behinderte deren selbständige Arbeitssuche, was zu einer anwachsenden Erwerbslosigkeit vorwiegend schwarzer Personen in den Ballungsräumen führte. Die eintretende „soziale Pathologisierung“ in dieser Bevölkerungsgruppe wandelte sich in eine Zunahme von Kriminalität. Gerichtliche Verurteilungen auf Grund von Verstößen gegen die Pass laws (influx control) nahmen im Zeitraum um 1979 und 1980 stark zu. Geographische Schwerpunkte für diese Praxis waren die Ballungsräume Pretoria und Johannesburg.
Die Universität Kapstadt betrieb eine öffentliche Legal Aid Clinic (deutsch etwa: „Rechtsbeistandsgruppe“), die 1979 mehrere Büros in Kapstadt unterhielt. Diese befanden sich in den Stadtteilen Crossroads, Elsies River, Heideveld, Kensington, Manenberg, Retreat sowie auf dem Universitätscampus. Das Legal Resources Centre übernahm Anfang 1979 die Anleitung von solchen Einrichtungen und kooperierte mit den Rechtsfakultäten mehrerer südafrikanischer Universitäten. Studenten der Universität Pretoria errichteten im September 1979 eine Legal Aid Clinic für alle Bevölkerungsgruppen im Stadtteil Eersterust bei Mamelodi. Nach Aussagen von Vertretern des LRC sollte mit seiner Gründung keineswegs öffentlich zur Inanspruchnahme von Rechtsberatungsleistung aufgerufen werden, sondern bereits laufende Fälle anderer auf diesem Gebiet tätiger Organisationen übernommen werden. Zu diesem Kreis zählten beispielsweise Black Sash, das Legal Aid Bureau und das National Institute for Crime Prevention and Rehabilitation of Offenders (NICRO). Im August 1979 entstand in Johannesburg ein Standort des Legal Resources Centre, das von Arthur Chaskalson geleitet wurde. In dieser Stadt unterhielt die Witwatersrand-Universität mit Hilfe von Jura-Studenten bislang vier Büros ihrer Legal Aid Clinic.

## Weitere Entwicklung
Als Trustee seit der Startphase wirkten unter anderem Johann Kriegler und Sydney Kentridge. Weitere bekannte Rechtsanwälte des LRC waren oder sind Sandile Ngcobo, Sisi Khampepe, Navanethem Pillay, Yasmin Shenaz Meer und George Bizos. Das LRC unterstützte während der Apartheid Angeklagte in zahlreichen Prozessen und konnte viele Erfolge erzielen, die den benachteiligten Bevölkerungsgruppen insgesamt zugutekamen.
Nach dem Ende der Apartheid wurden Juristen aus dem LRC in hohe Positionen berufen. Arthur Chaskalson wurde 1994 erster Präsident des Verfassungsgerichts der Republik Südafrika und von 2001 bis 2005 in vergleichbarer Position Chief Justice, Sandile Ngcobo folgte ihm 2009 als Chief Justice am Verfassungsgericht, wo ab 2009 auch Sisi Khampepe als Richter amtierte. Navanethem Pillay wurde 2008 zur Hohen Kommissarin der Vereinten Nationen für Menschenrechte berufen.
Das LRC vertrat nach dem 2012 erfolgten „Massaker von Marikana“ bei den Verhandlungen der Farlam Commission die Seite der Bergleute. Bizos leitete die Gruppe. Nach der Veröffentlichung des Kommissionsberichts reichte das LRC zusammen mit anderen Rechtshilfeorganisationen zahlreiche Zivilklagen ein, unter anderem gegen das Bergbauunternehmen Lonmin und die Polizei.
Im März 2015 nahmen Vertreter des LRC an einer Konferenz in den USA zum Thema Privatsphäre und Überwachung im digitalen Zeitalter teil, bei dem der US-amerikanische Whistleblower Edward Snowden per Skype zugeschaltet war. Im Juni 2015 gab eine britische Untersuchungskommission an, dass der britische Geheimdienst Government Communications Headquarters (GCHQ) das LRC und die Menschenrechtsorganisation Amnesty International rechtswidrig ausspioniert hatte. Es war das erste Mal, dass die britische Regierung zugeben musste, Menschenrechtsorganisationen ausspioniert zu haben. Zuvor hatte Edward Snowden öffentlich gemacht, dass der GCHQ den E-Mail-Verkehr des LRC abgefangen hatte.

## Struktur
Die Zentrale des LRC befindet sich in Johannesburg, wo sich auch die Constitution Litigation Unit („Einheit für Verfassungsprozesse“) und – neben Kapstadt, Durban und Makhanda – eine der vier regionalen Niederlassungen befindet. Rund 65 Rechtsanwälte sind beim LRC angestellt. Schwerpunkte der Arbeit sind die Bereiche Landbesitz, soziale Sicherheit, Wohnen und Hausbauplanungen, Umwelt, Kinder, Geschlechterfragen, Flüchtlinge, Zivilgesellschaft, Verfassung und Herrschaft des Rechts, kontinentale Auswirkungen, Zugang zur Justiz sowie Angewandte Forschungen. Allgemein wendet sich die Arbeit an Menschen, die vulnerable and marginalised sind, etwa „verletzlich und an den Rand gedrängt“. Die Arbeit fußt auf der Demokratie und dem Streben nach Gleichheit auf Grundlage der Verfassung. Zur Arbeit gehören auch Vorschläge zum aktuellen Gesetzgebungsprozess des Landes.
An der Spitze steht ein National Director, zurzeit Nersan Govender (Stand 2020).
George Bizos ist als Senior Counsel in der Constitution Litigation Unit tätig.